# 金福 (成化進士)
金福（1450年—？），字天錫，浙江黄岩县人，錦衣衛軍籍，明朝政治人物。同進士出身。

## 生平
早年出身國子生，順天府鄉試第七十六名舉人。成化十四年（1478年）戊戌科會試第二百七十三名，殿試登進士第三甲第二百三十二名。曾官禮部精膳司郎中。歷山東東昌府、青州府知府。弘治十八年（1505年），陞湖廣布政使司左參政。

## 家族
曾祖父金子昭。祖父金仲成。父亲金宗浩。母张氏。具慶下。弟裕、祥。娶张氏。